# Nätverksskrivare

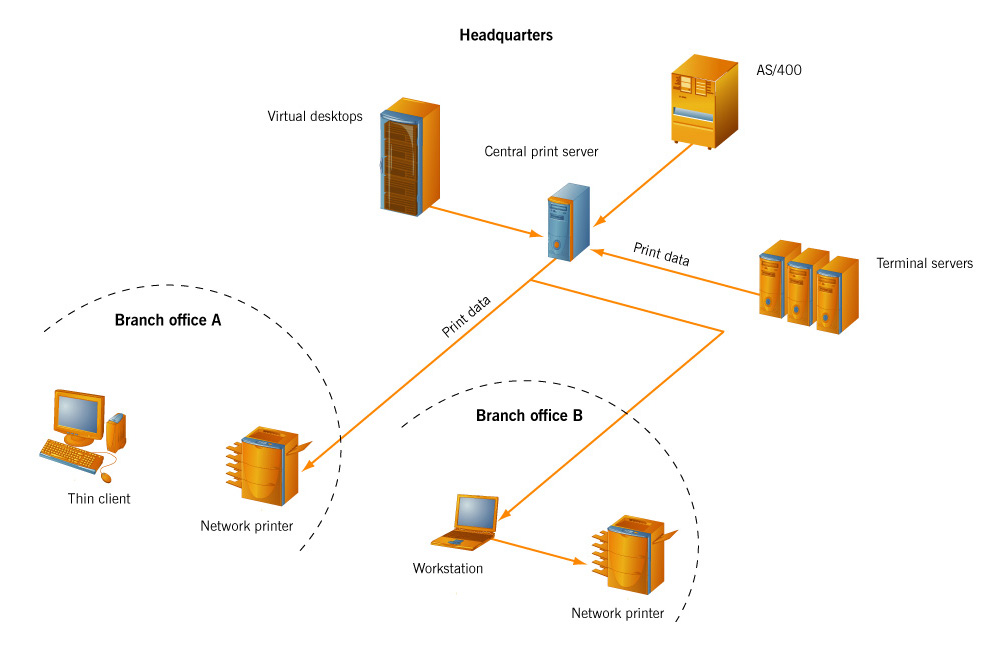
En illustration på engelska som visar hur ett nätverk med nätverksskrivare (network printer) kan vara uppbyggt.

Nätverksskrivare är en skrivare som är tillgänglig i ett nätverk utan att vara direktansluten till en enskild dator.
En nätverksskrivare kan kopplas till ett lokalt nätverk (LAN) så att flera användare med olika datorer kan skriva ut på samma skrivare. I större nätverk med många nätverksskrivare läggs utskriftsjobben ofta upp i skrivarkö på en central server som sedan hanterar utskriftsjobben och sänder dem till skrivarna.